# Tongbait
Tongbait ist ein sehr selten vorkommendes Mineral aus der Mineralklasse der „Elemente“ mit der chemischen Zusammensetzung Cr3C2 und damit chemisch gesehen Chromcarbid.
Tongbait kristallisiert im orthorhombischen Kristallsystem und entwickelt meist prismatische, pseudohexagonale Kristalle bis 0,3 mm Größe mit gelegentlich speerspitzenförmigen Enden. Das Mineral ist in jeder Form undurchsichtig (opak) und zeigt auf den bräunlichgelben, im Auflicht auch hellviolett erscheinenden Oberflächen einen starken Metallglanz.
Mit einer Mohshärte von 8,5 gehört Tongbait zu den harten Mineralen und liegt vom Härtegrad zwischen den Referenzmineralen Topas (Härte 8) und Korund (Härte 9) auf der bis 10 reichenden Skala.

## Etymologie und Geschichte
Erstmals entdeckt wurde Tongbait nahe dem Dorf Liu Zhuang im Kreis Tongbai im Süden der chinesischen Provinz Henan. Die Erstbeschreibung erfolgte 1983 durch Tian Peixue, Fang Qingsong, Chen Keqiao und Peng Zhizhong, die das Mineral nach dessen Typlokalität benannten.
Ein Aufbewahrungsort für das Typmaterial des Minerals ist nicht bekannt beziehungsweise wurde nicht definiert.

## Klassifikation
Da der Tongbait erst 1982 entdeckt und als eigenständiges Mineral anerkannt wurde, ist er in der veralteten 8. Auflage der Mineralsystematik nach Strunz nicht verzeichnet. Einzig im zuletzt 2018 aktualisierten „Lapis-Mineralienverzeichnis“, das sich aus Rücksicht auf private Sammler und institutionelle Sammlungen noch nach der klassischen Systematik von Karl Hugo Strunz richtet, erhielt das Mineral die System- und Mineral-Nr. I/A.09-30. In der „Lapis-Systematik“ gehört Tongbait damit zur Abteilung „Carbide, Nitride, Phosphide und Silicide (metallartige Verbindungen)“.
Die von der International Mineralogical Association (IMA) zuletzt 2009 aktualisierte 9. Auflage der Strunz’schen Mineralsystematik ordnet den Tongbait ebenfalls in die Klasse der „Elemente“ und dort in die Abteilung der „Metallische Kohlenstoff-, Stickstoff- und Phosphorverbindungen“ ein. Diese ist weiter unterteilt nach der Art der Verbindung, so dass das Mineral entsprechend seiner Zusammensetzung in der Unterabteilung „Carbide“ zu finden ist, wo es als einziges Mitglied die unbenannte Gruppe 1.BA.15 bildet.
Auch die vorwiegend im englischen Sprachraum gebräuchliche Systematik der Minerale nach Dana ordnet den Tongbait in die Klasse und dort in der gleichnamigen Abteilung der „Elemente“ ein. Hier ist er zusammen mit Florenskyit und Andreyivanovit in der unbenannten Gruppe 01.01.17 innerhalb der Unterabteilung „Elemente: Metallische Elemente außer der Platingruppe“ zu finden.

## Chemismus
Die Analyse von vier Tongbait-Proben ergab eine durchschnittliche Zusammensetzung von 84,26 Gew.-% Chrom (Cr), 13,37 Gew.-% Kohlenstoff (C), 1,18 Gew.-% Eisen (Fe) und 1,25 Gew.-% Nickel (Ni). Auf der Basis von zwei Kohlenstoffatomen wurde daraus die empirische Formel (Cr2.906Fe0.036Ni0.036)Σ=2.978C2 abgeleitet und zu Cr3C2 idealisiert.

## Kristallstruktur
Tongbait kristallisiert orthorhombisch in der Raumgruppe Pnam (Raumgruppen-Nr. 62, Stellung 6) mit den Gitterparametern a = 5,5399(6) Å; b = 2,8327(4) Å und c = 11,494 Å sowie vier Formeleinheiten pro Elementarzelle.
Jeweils sechs Chrom-Atome formen in der Kristallstruktur trigonale Prismen, wobei die Prismen teilweise von ein bis drei Cr-Atomen an den Flächen überkappt sind. Im Zentrum dieser Prismen sind die Kohlenstoff-Atome eingelagert.
| Kristallstruktur von Tongbait |
| - mit Blickrichtung parallel zur c-Achse (aus dem Bild heraus) - mit Blickrichtung parallel zur a-Achse - mit Blickrichtung parallel zur b-Achse - mit Blickrichtung parallel zur c-Achse (ins Bild hinein) - räumliche Darstellung in der kristallographischen Standardausrichtung |
| Farbtabelle: _ Cr 0 _ C |

## Bildung und Fundorte
Tongbait bildete sich in ultramafischen Gesteinen und fand sich an seiner Typlokalität nahe dem Dorf Liu Zhuang im Kreis Tongbai in China zusammen mit einer ganzen Reihe Begleitminerale wie den gediegen auftretenden Elementen Blei, Chrom, Eisen, Gold, Kupfer und Platin sowie der zu den Elementmineralen zählende Awaruit, den Sulfiden Altait, Bismutohauchecornit, Chalkopyrit, Cubanit, Pentlandit, Pyrit, Pyrrhotin und Violarit, den Oxiden Magnesiochromit, Magnetit, Ilmenit sowie den Silikaten Apatit, Diopsid, Enstatit, Forsterit, Hydrogrossular und Phlogopit.
Der bisher einzig weitere bekannte Fundort (Stand 2019) ist eine Platin-Gold-Lagerstätte am Fluss Is im Kreis Isowsk in der russischen Oblast Swerdlowsk (Ural), wo Tongbait zusammen mit dem erstmals dort entdeckten Isovit sowie Cinnabarit, Chromit und verschiedenen Platingruppen-Mineralen entdeckt wurde.